# Janówka, Condado de Bełchatów
Janówka [jaˈnufka] é uma vila na Polónia, na voivodia de Lodz e no condado de Bełchatowski. Situa-se a cerca de 8 km (5 milhas) a sudeste de Szczerców, 17 km (11 milhas) a sudoeste de Bełchatów e 60 km (37 milhas) a sul da capital regional Łódź.